# Yves P. Pelletier
Pour les articles homonymes, voir Pelletier.
Yves P. Pelletier est un réalisateur, acteur, scénariste et humoriste québécois, né le 15 janvier 1961 à Laval, Québec. Après une formation en graphisme publicitaire au Cégep Ahuntsic de 1977 à 1980, et en communications (profil cinéma) à l’Université du Québec à Montréal de 1981 à 1984, il a fait partie du groupe d’humour Rock et Belles Oreilles jusqu’en 1995. Il est surtout connu pour ses rôles de Monsieur Caron et de l’extraterrestre Stromgol.

## Biographie
Né le 15 janvier 1961 à Laval, Yves Pelletier est le réalisateur et scénariste des films Les Aimants, sorti en 2004, et Le Baiser du barbu, paru en 2010. Il écrit aussi les films Karmina en 1996 et sa suite, K2, en 2001, tous deux réalisés par Gabriel Pelletier et produits par Go Films.
Yves P. Pelletier a toujours voulu être un Inuit. À 44 ans, il est grand temps pour lui de réaliser son rêve. Il part pour Iqaluit, la capitale du Nunavut, puis pour Kimmirut. Ses tentatives pour s’intégrer à la société des Inuits sont un prétexte pour aborder plusieurs sujets tels les revendications territoriales, le taux de suicide, l’impact des projets hydro-électriques et le rapport avec la nordicité. En 2005, il écrit et réalise le documentaire Je veux devenir esquimau, produit par Zone 3.
En 2007, il se lance dans le journalisme lors d’une émission de Mon Œil ! à Canal D.
En 2010, il participe en tant qu’auteur à la bande dessinée Valentin, publiée aux Éditions de la Pastèque. Ce qui devait initialement être un moyen métrage aboutit finalement entre les mains du dessinateur Pascal Girard. Chez le même éditeur, il publie en 2014 Le pouvoir de l’amour et autres vaines romances, un recueil de bandes dessinées illustré par Iris Boudreau,,.
Au cinéma, il a joué dans Ding et Dong, le film (1990), Les Sauf-conduits (1991), Karmina (1996), Deux Secondes (1998), K2 (2001), Camping sauvage (2004), Le cas Roberge (2008) et L'Empire Bo$$é (2012). À la télévision, on a pu le voir dans Un gars, une fille (1997-2003), Histoires de filles (1998-2001), Mon Œil ! (2007) et Partir autrement (2011). Il a aussi écrit et réalisé Bollywood, Bombay, un documentaire produit par Coscient, en 1998.
Le groupe Rock et Belles Oreilles, de 1984 à aujourd’hui, a été couronné de nombreux prix Gémeaux, Félix, Olivier et Victor. Le TIFF vient d’ailleurs de nommer la série RBO au 17e rang dans sa liste des productions ayant enrichi le paysage télévisuel canadien. En 1997, Karmina rafle le Prix du jury et le Prix du public au 15e Festival international du film fantastique de Bruxelles. En 2001, Yves P. Pelletier remporte le prix Gémeaux du meilleur rôle de soutien masculin pour Histoires de filles. En 2005, il gagne le prix Jutra du meilleur scénario pour Les Aimants.
En 2018, il remonte sur scène avec un spectacle solo intitulé Moi ?,,,,,.

## Filmographie

### Cinéma

#### Acteur
- 1990 : Ding et Dong, le film : Loisir
- 1991 : Les Sauf-conduits : Hervé
- 1996 : Karmina : Vlad
- 1998 : Deux Secondes : Steff
- 2001 : Karmina 2 : Vlad
- 2004 : Camping sauvage : Scratch
- 2008 : Le Cas Roberge
- 2012 : L'Empire Bo$$é de Claude Desrosiers : Gervais Morrissette

#### Réalisateur
- 2004 : Les Aimants
- 2010 : Le Baiser du barbu

#### Scénariste
- 1996 : Karmina
- 2001 : Karmina 2
- 2004 : Les Aimants
- 2010 : Le Baiser du barbu

### Télévision
- 1986 : Rock et Belles Oreilles (série télévisée) : personnages variés
- 1997 : Un gars, une fille (série télévisée) : personnages variés
- 1998-2001 : Histoires de filles (série télévisée) : Pascal
- 2007 : Mon Œil ! (documentaire) : lui-même
- 2009 : L'Union fait la force (jeu télévisé) : lui-même
- 2011 : Partir autrement (émission sur le voyage) : lui-même
- 2020 : Les Newbies (saison 2, épisode La vie est belle) : lui-même

## Bandes dessinées
- Valentin, dessins de Pascal Girard, La Pastèque, 2010,  (ISBN 978-2-922585-91-9)
- Le Pouvoir de l’amour et autres vaines romances, dessins de Iris, La Pastèque, 2014,  (ISBN 978-2-923841-59-5)

## Honneurs
- 2001 - Prix Gémeaux du meilleur rôle de soutien masculin : téléroman, pour Histoires de filles.
- 2005 - Prix Jutra du meilleur scénario pour Les Aimants.
- 2011 - Médaille d'honneur de l'Assemblée nationale[16]